# Mk 39型魚雷
Mk 39型魚雷是第一枚進入美國海軍服役的制導魚雷，通過潛艇的火控系統，對與魚雷相連的導線進行控制，以對魚雷進行中途轉向制導。Mk 39型魚雷是由Mk 27-4型魚雷轉換而來的，作研發導線制導技術的魚雷，這技術最後整合進了Mk 37-1型魚雷和Mk 45型魚雷中。基於Mk 39型魚雷採用這過時的技術，它也被認爲是過時的，剩餘庫存魚雷被銷毀。